# Danh sách cầu thủ tham dự Giải vô địch bóng đá ASEAN 2024
Dưới đây là đội hình tham dự Giải vô địch bóng đá ASEAN 2024, được diễn ra từ ngày 8 tháng 12 năm 2024 đến ngày 5 tháng 1 năm 2025.
Mười đội tuyển quốc gia trực thuộc Liên đoàn bóng đá ASEAN (AFF) và tham gia giải đấu này phải đăng ký đội hình gồm tối đa 26 cầu thủ, bao gồm ba thủ môn. Chỉ những cầu thủ trong danh sách đội hình sau đây mới được phép xuất hiện trong giải đấu này. Kể từ Giải vô địch bóng đá Đông Nam Á 2022, số áo của mỗi cầu thủ bắt buộc phải sử dụng từ 1 đến 26 theo tiêu chuẩn của Liên đoàn bóng đá châu Á (AFC).
Độ tuổi được liệt kê là độ tuổi của mỗi cầu thủ vào ngày 8 tháng 12 năm 2024, ngày đầu tiên của giải đấu. Số lần ra sân và số bàn thắng được liệt kê cho mỗi cầu thủ không bao gồm trận đấu diễn ra sau khi Giải vô địch ASEAN 2024 bắt đầu. Câu lạc bộ được liệt kê là câu lạc bộ cuối cùng mà cầu thủ có liên quan chơi một trận đấu chính thức trước giải đấu. Gập cờ cho mỗi câu lạc bộ Theo Hiệp hội bóng đá nhà nước (không phải giải đấu), câu lạc bộ đó có liên kết.
Trong trường hợp một cầu thủ trong danh sách đội hình đã nộp bị thương hoặc ốm trước trận đấu đầu tiên của đội mình trong giải đấu, cầu thủ đó có thể được thay thế, với điều kiện là bác sĩ của đội và một bác sĩ từ AFF đều xác nhận rằng chấn thương hoặc bệnh tật đủ nghiêm trọng để ngăn cản cầu thủ đó tham gia giải đấu. Nếu một thủ môn bị thương hoặc ốm sau trận đấu đầu tiên của đội mình trong giải đấu, anh ta vẫn có thể được thay thế, ngay cả khi các thủ môn khác trong đội vẫn còn khả dụng. Một cầu thủ đã bị thay thế trong danh sách cầu thủ không thể được đưa trở lại danh sách.

## Bảng A

### Campuchia
Campuchia đã công bố đội hình chính thức của họ vào ngày 1 tháng 12 năm 2024.
Huấn luyện viên trưởng:  Koji Gyotoku
| Số | VT | Cầu thủ               | Ngày sinh (tuổi)            | Trận | Bàn | Câu lạc bộ                  |
| -- | -- | --------------------- | --------------------------- | ---- | --- | --------------------------- |
| 1  | TM | Hul Kimhuy            | 7 tháng 4, 2000 (24 tuổi)   | 19   | 0   | Visakha                     |
| 2  | HV | Hikaru Mizuno         | 2 tháng 8, 1991 (33 tuổi)   | 4    | 0   | Preah Khan Reach Svay Rieng |
| 3  | HV | Taing Bunchhai        | 28 tháng 12, 2002 (21 tuổi) | 3    | 0   | Boeung Ket                  |
| 4  | HV | Kan Mo (Đội trưởng)   | 24 tháng 9, 1992 (32 tuổi)  | 4    | 0   | Visakha                     |
| 5  | HV | Soeuy Visal           | 19 tháng 8, 1995 (29 tuổi)  | 81   | 5   | Preah Khan Reach Svay Rieng |
| 6  | TV | Yudai Ogawa           | 4 tháng 10, 1996 (28 tuổi)  | 11   | 1   | Phnom Penh Crown            |
| 7  | TĐ | Lim Pisoth            | 29 tháng 8, 2001 (23 tuổi)  | 25   | 2   | Phnom Penh Crown            |
| 8  | TV | Orn Chanpolin         | 15 tháng 3, 1998 (26 tuổi)  | 41   | 1   | Phnom Penh Crown            |
| 9  | TĐ | Sieng Chanthea        | 9 tháng 9, 2002 (22 tuổi)   | 36   | 7   | Boeung Ket                  |
| 10 | TĐ | Andrés Nieto          | 29 tháng 4, 1996 (28 tuổi)  | 0    | 0   | Phnom Penh Crown            |
| 11 | TĐ | Nick Taylor           | 2 tháng 9, 1998 (26 tuổi)   | 16   | 1   | Preah Khan Reach Svay Rieng |
| 12 | TV | In Sodavid            | 2 tháng 7, 1998 (26 tuổi)   | 17   | 0   | Visakha                     |
| 13 | HV | Sareth Krya           | 3 tháng 3, 1996 (28 tuổi)   | 33   | 1   | Preah Khan Reach Svay Rieng |
| 14 | TĐ | Hav Soknet            | 3 tháng 8, 2003 (21 tuổi)   | 0    | 0   | ISI Dangkor Senchey         |
| 15 | HV | Takaki Ose            | 19 tháng 10, 1995 (29 tuổi) | 0    | 0   | Phnom Penh Crown            |
| 16 | HV | Yeu Muslim            | 25 tháng 12, 1998 (25 tuổi) | 20   | 0   | Phnom Penh Crown            |
| 17 | TĐ | Sa Ty                 | 4 tháng 4, 2002 (22 tuổi)   | 16   | 1   | Visakha                     |
| 18 | HV | Seut Baraing          | 29 tháng 9, 1999 (25 tuổi)  | 13   | 0   | Phnom Penh Crown            |
| 19 | TV | Kim Sokyuth           | 21 tháng 6, 1999 (25 tuổi)  | 7    | 0   | Preah Khan Reach Svay Rieng |
| 20 | TĐ | Abdel Kader Coulibaly | 18 tháng 6, 1993 (31 tuổi)  | 0    | 0   | ISI Dangkor Senchey         |
| 21 | TM | Vireak Dara           | 30 tháng 10, 2003 (21 tuổi) | 4    | 0   | Preah Khan Reach Svay Rieng |
| 22 | TM | Reth Lyheng           | 1 tháng 1, 2004 (20 tuổi)   | 0    | 0   | Nagaworld                   |
| 23 | TĐ | Sor Rotana            | 9 tháng 10, 2002 (22 tuổi)  | 10   | 0   | Visakha                     |
| 24 | HV | Leng Nora             | 19 tháng 9, 2004 (20 tuổi)  | 3    | 0   | Visakha                     |
| 25 | TV | Sin Kakada            | 29 tháng 7, 2000 (24 tuổi)  | 9    | 0   | Visakha                     |
| 26 | TV | Min Ratanak           | 30 tháng 7, 2002 (22 tuổi)  | 9    | 2   | Preah Khan Reach Svay Rieng |

### Đông Timor
Đông Timor đã công bố đội hình chính thức của họ vào ngày 6 tháng 12 năm 2024.
Huấn luyễn viên trưởng:  Simón Elissetche
| Số | VT | Cầu thủ                   | Ngày sinh (tuổi)  | Trận | Bàn | Câu lạc bộ           |
| -- | -- | ------------------------- | ----------------- | ---- | --- | -------------------- |
| 1  | TM | Georgino Mendonça         | 16 tháng 3, 2002  | 2    | 0   | Life Sihanoukville   |
| 2  | HV | Almerito                  | 24 tháng 9, 1993  | 1    | 0   | Ponta Leste          |
| 3  | TĐ | Kenny Ximenes             | 4 tháng 4, 2005   | 0    | 0   | Annagh United        |
| 4  | HV | Francisco da Costa        | 15 tháng 4, 1995  | 2    | 0   | Assalam              |
| 5  | HV | João Panji                | 2 tháng 3, 2003   | 14   | 0   | Assalam              |
| 6  | TV | Jhon Frith                | 17 tháng 7, 2002  | 15   | 2   | ISI Dangkor Senchey  |
| 7  | TĐ | Elias Mesquita            | 27 tháng 3, 2002  | 14   | 0   | Indera               |
| 8  | TV | Claudio Osorio            | 26 tháng 9, 2002  | 4    | 0   | Free agent           |
| 9  | TĐ | Olagar Xavier             | 18 tháng 5, 2003  | 9    | 0   | Thimphu City         |
| 10 | TĐ | João Pedro                | 24 tháng 6, 1998  | 18   | 5   | Angkor Tiger         |
| 11 | HV | Zenivio                   | 22 tháng 4, 2005  | 11   | 1   | Tanjong Pagar United |
| 12 | TM | Natalino Soares           | 25 tháng 12, 2000 | 1    | 0   | Karketu Dili         |
| 13 | HV | Aniso Boavida             | 1 tháng 7, 2003   | 1    | 0   | Lica-Lica Lemorai    |
| 14 | TV | Kornelis Nahak            | 12 tháng 1, 2001  | 6    | 0   | SLB Laulara          |
| 15 | TV | Santiago da Costa         | 13 tháng 4, 1999  | 5    | 0   | Greenvale United     |
| 16 | TV | Freteliano                | 9 tháng 8, 2004   | 5    | 0   | Emmanuel             |
| 17 | TĐ | Mário Quintão             | 18 tháng 2, 2004  | 6    | 0   | Emmanuel             |
| 18 | TV | Filomeno Junior           | 21 tháng 6, 1998  | 21   | 0   | SLB Laulara          |
| 19 | HV | Yohanes Gusmão            | 1 tháng 4, 2000   | 12   | 0   | SLB Laulara          |
| 20 | TM | Junildo Pereira           | 4 tháng 6, 2003   | 13   | 0   | Assalam              |
| 21 | TĐ | Gali Freitas (Đội trưởng) | 31 tháng 12, 2004 | 13   | 2   | PSIS Semarang        |
| 22 | HV | Nelson Viegas             | 24 tháng 12, 1999 | 22   | 1   | Greenvale United     |
| 23 | HV | Anizo Correia             | 23 tháng 5, 2003  | 12   | 0   | Pyeongchang United   |
| 24 | TĐ | Vabio Canavaro            | 25 tháng 1, 2007  | 0    | 0   | Ponta Leste          |
| 25 | HV | Sandro Quintão            | 1 tháng 1, 2003   | 1    | 0   | Assalam              |
| 26 | TĐ | Luís Figo                 | 17 tháng 4, 2005  | 2    | 0   | Ponta Leste          |

### Malaysia
Malaysia đã công bố đội hình chính thức của họ vào ngày 29 tháng 11 năm 2024.Rahadiazli Rahalim và Harith Samsuri rút lui vào ngày 5 tháng 12 do chấn thương và được thay thế bởi Haziq Aiman và Harith Haiqal.
Huấn luyện viên trưởng:  Pau Martí
| Số | VT | Cầu thủ                             | Ngày sinh (tuổi)            | Trận | Bàn | Câu lạc bộ            |
| -- | -- | ----------------------------------- | --------------------------- | ---- | --- | --------------------- |
| 1  | TM | Kalamullah Al-Hafiz                 | 30 tháng 7, 1995 (29 tuổi)  | 1    | 0   | Selangor              |
| 2  | HV | Declan Lambert                      | 21 tháng 9, 1998 (26 tuổi)  | 2    | 0   | Kuala Lumpur City     |
| 3  | HV | Khuzaimi Piee                       | 11 tháng 11, 1993 (31 tuổi) | 9    | 0   | Selangor              |
| 4  | HV | Daniel Ting                         | 1 tháng 12, 1992 (32 tuổi)  | 11   | 1   | Sabah                 |
| 5  | HV | Jimmy Raymond                       | 26 tháng 4, 1996 (28 tuổi)  | 0    | 0   | Kuching City          |
| 6  | HV | Dominic Tan (đồng đội trưởng)       | 12 tháng 3, 1997 (27 tuổi)  | 34   | 0   | Sabah                 |
| 7  | TĐ | Haqimi Azim                         | 6 tháng 1, 2003 (21 tuổi)   | 8    | 1   | Terengganu            |
| 8  | TV | Stuart Wilkin                       | 12 tháng 3, 1998 (26 tuổi)  | 24   | 5   | Sabah                 |
| 9  | TĐ | Darren Lok                          | 14 tháng 12, 1990 (33 tuổi) | 36   | 6   | Sabah                 |
| 10 | TV | Endrick                             | 7 tháng 3, 1995 (29 tuổi)   | 16   | 0   | Thành phố Hồ Chí Minh |
| 11 | TĐ | Najmuddin Akmal                     | 11 tháng 1, 2003 (21 tuổi)  | 0    | 0   | Johor Darul Ta'zim II |
| 12 | TV | Daryl Sham                          | 30 tháng 11, 2002 (22 tuổi) | 0    | 0   | Johor Darul Ta'zim II |
| 13 | TĐ | Fazrul Amir                         | 27 tháng 2, 2000 (24 tuổi)  | 2    | 0   | Kelantan Darul Naim   |
| 14 | TV | Syamer Kutty Abba (đồng đội trưởng) | 1 tháng 10, 1997 (27 tuổi)  | 39   | 2   | Penang                |
| 15 | TV | Muhammad Abu Khalil                 | 11 tháng 4, 2005 (19 tuổi)  | 0    | 0   | FC Osaka              |
| 16 | TV | Ezequiel Agüero                     | 7 tháng 4, 1994 (30 tuổi)   | 13   | 3   | Sri Pahang            |
| 17 | TV | Paulo Josué                         | 13 tháng 3, 1989 (35 tuổi)  | 19   | 6   | Kuala Lumpur City     |
| 18 | HV | Harith Haiqal                       | 22 tháng 6, 2002 (22 tuổi)  | 3    | 1   | Selangor              |
| 19 | TĐ | G. Pavithran                        | 10 tháng 1, 2005 (19 tuổi)  | 0    | 0   | Johor Darul Ta'zim II |
| 20 | TĐ | Syafiq Ahmad (đồng đội trưởng)      | 28 tháng 6, 1995 (29 tuổi)  | 40   | 10  | Kedah Darul Aman      |
| 21 | TV | Danial Amier                        | 27 tháng 3, 1997 (27 tuổi)  | 2    | 0   | Kuching City          |
| 22 | TĐ | Fergus Tierney                      | 19 tháng 3, 2003 (21 tuổi)  | 2    | 0   | Chonburi              |
| 23 | TM | Haziq Nadzli                        | 6 tháng 1, 1998 (26 tuổi)   | 1    | 0   | Perak                 |
| 24 | HV | Aiman Hakimi                        | 28 tháng 1, 2005 (19 tuổi)  | 0    | 0   | Selangor              |
| 25 | HV | Adib Ra'op                          | 25 tháng 10, 1999 (25 tuổi) | 3    | 1   | Penang                |
| 26 | TM | Haziq Aiman                         | 19 tháng 1, 2005 (19 tuổi)  | 0    | 0   | Johor Darul Ta'zim II |

### Singapore
Singapore công bố danh sách sơ bộ 30 cầu thủ vào ngày 30 tháng 11 năm 2024. The final squad was announced on 6 December.
Huấn luyện viên:  Tsutomu Ogura
| Số | VT | Cầu thủ                   | Ngày sinh (tuổi)            | Trận | Bàn | Câu lạc bộ            |
| -- | -- | ------------------------- | --------------------------- | ---- | --- | --------------------- |
| 1  | TM | Izwan Mahbud              | 14 tháng 7, 1990 (34 tuổi)  | 55   | 0   | Lion City Sailors     |
| 2  | HV | Irfan Najeeb              | 31 tháng 7, 1999 (25 tuổi)  | 4    | 1   | BG Tampines Rovers    |
| 3  | HV | Ryhan Stewart             | 15 tháng 2, 2000 (24 tuổi)  | 17   | 0   | Albirex Niigata (S)   |
| 4  | HV | Nazrul Nazari             | 11 tháng 2, 1991 (33 tuổi)  | 65   | 0   | Hougang United        |
| 5  | HV | Amirul Adli               | 13 tháng 1, 1996 (28 tuổi)  | 28   | 0   | BG Tampines Rovers    |
| 6  | TV | Shah Shahiran             | 14 tháng 11, 1999 (25 tuổi) | 24   | 1   | BG Tampines Rovers    |
| 7  | TV | Kyoga Nakamura            | 25 tháng 4, 1996 (28 tuổi)  | 2    | 0   | BG Tampines Rovers    |
| 8  | TV | Shahdan Sulaiman          | 9 tháng 5, 1988 (36 tuổi)   | 89   | 6   | Hougang United        |
| 9  | TV | Glenn Kweh                | 26 tháng 3, 2000 (24 tuổi)  | 14   | 0   | BG Tampines Rovers    |
| 10 | TĐ | Faris Ramli               | 24 tháng 8, 1992 (32 tuổi)  | 83   | 13  | BG Tampines Rovers    |
| 11 | HV | Shakir Hamzah             | 20 tháng 10, 1992 (32 tuổi) | 66   | 4   | Geylang International |
| 12 | TM | Syazwan Buhari            | 22 tháng 9, 1992 (32 tuổi)  | 3    | 0   | BG Tampines Rovers    |
| 13 | TĐ | Taufik Suparno            | 31 tháng 10, 1995 (29 tuổi) | 9    | 0   | BG Tampines Rovers    |
| 14 | TV | Hariss Harun (Đội trưởng) | 19 tháng 11, 1990 (34 tuổi) | 133  | 12  | Lion City Sailors     |
| 15 | HV | Lionel Tan                | 5 tháng 6, 1997 (27 tuổi)   | 13   | 3   | Lion City Sailors     |
| 16 | TV | Hami Syahin               | 16 tháng 12, 1998 (25 tuổi) | 26   | 0   | Lion City Sailors     |
| 17 | HV | Jordan Emaviwe            | 9 tháng 4, 2001 (23 tuổi)   | 1    | 0   | Balestier Khalsa      |
| 18 | TM | Rudy Khairullah           | 19 tháng 7, 1994 (30 tuổi)  | 0    | 0   | Geylang International |
| 19 | HV | Ryaan Sanizal             | 31 tháng 5, 2002 (22 tuổi)  | 2    | 0   | Young Lions           |
| 20 | TĐ | Shawal Anuar              | 29 tháng 4, 1991 (33 tuổi)  | 37   | 13  | Lion City Sailors     |
| 21 | HV | Safuwan Baharudin         | 22 tháng 9, 1991 (33 tuổi)  | 115  | 13  | Selangor              |
| 22 | HV | Christopher van Huizen    | 28 tháng 11, 1992 (32 tuổi) | 22   | 1   | Lion City Sailors     |
| 23 | TĐ | Abdul Rasaq Akeem         | 16 tháng 6, 2001 (23 tuổi)  | 1    | 0   | Lion City Sailors     |
| 24 | TV | Naqiuddin Eunos           | 12 tháng 1, 1997 (27 tuổi)  | 2    | 1   | Geylang International |
| 25 | TV | Farhan Zulkifli           | 10 tháng 11, 2002 (22 tuổi) | 3    | 1   | Hougang United        |
| 26 | HV | Raoul Suhaimi             | 18 tháng 9, 2005 (19 tuổi)  | 0    | 0   | Young Lions           |

### Thái Lan
Thái Lan đã công bố đội hình chính thức của họ vào ngày 26 tháng 11 năm 2024.
Huấn luyện viên trưởng:  Masatada Ishii
| Số | VT | Cầu thủ                            | Ngày sinh (tuổi)            | Trận | Bàn | Câu lạc bộ                 |
| -- | -- | ---------------------------------- | --------------------------- | ---- | --- | -------------------------- |
| 1  | TM | Patiwat Khammai                    | 24 tháng 12, 1994 (29 tuổi) | 16   | 0   | Bangkok United             |
| 2  | HV | James Beresford                    | 17 tháng 4, 2002 (22 tuổi)  | 1    | 0   | Uthai Thani                |
| 3  | HV | Pansa Hemviboon                    | 8 tháng 7, 1990 (34 tuổi)   | 47   | 6   | Buriram United             |
| 4  | HV | Jonathan Khemdee                   | 9 tháng 5, 2002 (22 tuổi)   | 3    | 0   | Ratchaburi                 |
| 5  | HV | Chalermsak Aukkee                  | 25 tháng 8, 1994 (30 tuổi)  | 9    | 0   | Port                       |
| 6  | HV | Thitathorn Aksornsri               | 8 tháng 11, 1997 (27 tuổi)  | 2    | 0   | Uthai Thani                |
| 7  | TV | Supachok Sarachat                  | 22 tháng 5, 1998 (26 tuổi)  | 36   | 9   | Hokkaido Consadole Sapporo |
| 8  | TV | Peeradon Chamratsamee (Đội trưởng) | 15 tháng 9, 1992 (32 tuổi)  | 27   | 2   | Port                       |
| 9  | TĐ | Patrik Gustavsson                  | 19 tháng 4, 2001 (23 tuổi)  | 1    | 1   | Nara Club                  |
| 10 | TĐ | Suphanat Mueanta                   | 2 tháng 8, 2002 (22 tuổi)   | 26   | 11  | OH Leuven                  |
| 11 | TV | Anan Yodsangwal                    | 9 tháng 7, 2001 (23 tuổi)   | 5    | 0   | Lamphun Warriors           |
| 12 | HV | Nicholas Mickelson                 | 24 tháng 7, 1999 (25 tuổi)  | 15   | 1   | OB                         |
| 13 | TV | Ben Davis                          | 24 tháng 11, 2000 (24 tuổi) | 1    | 0   | Uthai Thani                |
| 14 | TĐ | Teerasak Poeiphimai                | 21 tháng 9, 2002 (22 tuổi)  | 11   | 0   | Port                       |
| 15 | HV | Saringkan Promsupa                 | 29 tháng 3, 1997 (27 tuổi)  | 1    | 0   | Sukhothai                  |
| 16 | TV | Akarapong Pumwisat                 | 23 tháng 11, 1995 (29 tuổi) | 3    | 0   | Lamphun Warriors           |
| 17 | TV | Ekanit Panya                       | 21 tháng 10, 1999 (25 tuổi) | 25   | 2   | Urawa Red Diamonds         |
| 18 | TV | Weerathep Pomphan                  | 19 tháng 9, 1996 (28 tuổi)  | 36   | 0   | Bangkok United             |
| 19 | TV | William Weidersjö                  | 10 tháng 6, 2001 (23 tuổi)  | 5    | 0   | Uthai Thani                |
| 20 | TM | Kampol Pathomakkakul               | 27 tháng 7, 1992 (32 tuổi)  | 10   | 0   | Ratchaburi                 |
| 21 | HV | Suphanan Bureerat                  | 10 tháng 10, 1993 (31 tuổi) | 23   | 1   | Port                       |
| 22 | TV | Worachit Kanitsribampen            | 24 tháng 8, 1997 (27 tuổi)  | 21   | 2   | Port                       |
| 23 | TM | Korrakot Pipatnadda                | 15 tháng 7, 1999 (25 tuổi)  | 1    | 0   | Rayong                     |
| 24 | HV | Apisit Sorada                      | 28 tháng 2, 1997 (27 tuổi)  | 1    | 0   | Ratchaburi                 |
| 25 | TV | Seksan Ratree                      | 14 tháng 3, 2003 (21 tuổi)  | 2    | 1   | Buriram United             |
| 26 | HV | Kritsada Nontharat                 | 16 tháng 2, 2001 (23 tuổi)  | 0    | 0   | Bangkok United             |

## Bảng B

### Lào
Lào đã công bố đội hình chính thức của họ vào ngày 2 tháng 12 năm 2024.
Huấn luyện viên trưởng:  Ha Hyeok-jun
| Số | VT | Cầu thủ                           | Ngày sinh (tuổi)            | Trận | Bàn | Câu lạc bộ                  |
| -- | -- | --------------------------------- | --------------------------- | ---- | --- | --------------------------- |
| 1  | TM | Kop Lokphathip                    | 8 tháng 5, 2006 (18 tuổi)   | 0    | 0   | Ezra                        |
| 2  | HV | Somsavath Sophabmixay             | 25 tháng 5, 1997 (27 tuổi)  | 2    | 0   | Master                      |
| 3  | HV | Phoutthavong Sangvilay            | 16 tháng 10, 2004 (20 tuổi) | 17   | 2   | Ezra                        |
| 4  | HV | Anantaza Siphongphan              | 9 tháng 11, 2004 (20 tuổi)  | 18   | 0   | Ezra                        |
| 5  | HV | Phetdavanh Somsanith              | 24 tháng 4, 2004 (20 tuổi)  | 7    | 0   | Master                      |
| 6  | TV | Chanthavixay Khounthoumphone      | 17 tháng 2, 2004 (20 tuổi)  | 14   | 0   | Ezra                        |
| 7  | TĐ | Anousone Xaypanya                 | 16 tháng 12, 2002 (21 tuổi) | 12   | 0   | Young Elephants             |
| 8  | TV | Phoutthasay Khochalern            | 29 tháng 12, 1995 (28 tuổi) | 43   | 1   | Thap Luang United           |
| 9  | TĐ | Kydavone Souvanny                 | 22 tháng 12, 1999 (24 tuổi) | 14   | 2   | Young Elephants             |
| 10 | TV | Phathana Phommathep               | 27 tháng 2, 1999 (25 tuổi)  | 18   | 1   | Ezra                        |
| 11 | TĐ | Soukphachan Lueanthala            | 4 tháng 8, 2002 (22 tuổi)   | 8    | 0   | Master                      |
| 12 | TM | Keo-Oudone Souvannasangso         | 19 tháng 6, 2000 (24 tuổi)  | 9    | 0   | Lao Army                    |
| 13 | HV | Xayasith Singsavang               | 13 tháng 12, 2000 (23 tuổi) | 4    | 0   | Namtha United               |
| 14 | TĐ | Chony Waenpaseuth                 | 27 tháng 11, 2002 (22 tuổi) | 16   | 1   | Ezra                        |
| 15 | TV | Phoutdavy Phommasane              | 2 tháng 2, 1994 (30 tuổi)   | 15   | 0   | Master                      |
| 16 | TV | Damoth Thongkhamsavath            | 3 tháng 4, 2004 (20 tuổi)   | 7    | 0   | Ezra                        |
| 17 | TĐ | Bounphachan Bounkong (Đội trưởng) | 29 tháng 11, 2000 (24 tuổi) | 25   | 6   | Preah Khan Reach Svay Rieng |
| 18 | TM | Xaysavath Souvanhansok            | 3 tháng 9, 1999 (25 tuổi)   | 12   | 0   | Namtha United               |
| 19 | TV | Phousomboun Panyavong             | 20 tháng 6, 2007 (17 tuổi)  | 1    | 0   | Lao Army                    |
| 20 | HV | Sengdaovy Hanthavong              | 4 tháng 10, 1998 (26 tuổi)  | 6    | 0   | Young Elephants             |
| 21 | TV | Phoutthalak Thongsanith           | 3 tháng 12, 2002 (22 tuổi)  | 2    | 0   | Ezra                        |
| 22 | TĐ | Souphan Khambaion                 | 30 tháng 1, 2002 (22 tuổi)  | 0    | 0   | Young Elephants             |
| 23 | TĐ | Peter Phanthavong                 | 15 tháng 2, 2006 (18 tuổi)  | 1    | 0   | Ezra                        |
| 24 | TV | Sisawad Dalavong                  | 11 tháng 8, 1996 (28 tuổi)  | 6    | 0   | Lao Army                    |
| 25 | HV | Sonevilay Phetviengsy             | 27 tháng 5, 2004 (20 tuổi)  | 0    | 0   | Master                      |
| 26 | HV | Phonsack Seesavath                | 4 tháng 10, 2004 (20 tuổi)  | 5    | 0   | Young Elephants             |

### Myanmar
Myanmar đã công bố danh sách sơ bộ 30 cầu thủ vào ngày 25 tháng 11 năm 2024.
Huấn luyện viên trưởng: Myo Hlaing Win
| Số | VT | Cầu thủ                       | Ngày sinh (tuổi)            | Trận | Bàn | Câu lạc bộ          |
| -- | -- | ----------------------------- | --------------------------- | ---- | --- | ------------------- |
| 1  | TM | Sann Satt Naing               | 4 tháng 11, 1997 (27 tuổi)  | 10   | 0   | Yangon United       |
| 2  | HV | Hein Phyo Win                 | 19 tháng 9, 1998 (26 tuổi)  | 36   | 0   | Shan United         |
| 3  | HV | Thet Hein Soe                 | 29 tháng 9, 2001 (23 tuổi)  | 13   | 0   | Shan United         |
| 4  | HV | Soe Moe Kyaw                  | 23 tháng 3, 1999 (25 tuổi)  | 25   | 2   | Tiffy Army          |
| 5  | HV | Nanda Kyaw                    | 3 tháng 9, 1996 (28 tuổi)   | 49   | 0   | Shan United         |
| 6  | TV | Aung Hlaing Win               | 12 tháng 9, 1995 (29 tuổi)  | 3    | 0   | Mahar United        |
| 7  | TV | Lwin Moe Aung                 | 10 tháng 12, 1999 (24 tuổi) | 51   | 4   | Rayong              |
| 8  | TV | Myat Kaung Khant              | 15 tháng 7, 2000 (24 tuổi)  | 15   | 1   | Shan United         |
| 9  | TĐ | Win Naing Tun                 | 3 tháng 5, 2000 (24 tuổi)   | 37   | 3   | Chiangrai United    |
| 10 | TĐ | Thiha Zaw                     | 28 tháng 12, 1993 (30 tuổi) | 8    | 3   | Nagaworld           |
| 11 | TV | Maung Maung Lwin (Đội trưởng) | 18 tháng 6, 1996 (28 tuổi)  | 74   | 12  | Lamphun Warriors    |
| 12 | TV | Khaing Ye Win                 | 30 tháng 1, 1997 (27 tuổi)  | 1    | 0   | ISPE                |
| 13 | TV | Aung Naing Win                | 1 tháng 6, 1997 (27 tuổi)   | 8    | 0   | Dagon Star United   |
| 14 | TV | Wai Lin Aung                  | 30 tháng 7, 1999 (25 tuổi)  | 18   | 1   | Yangon United       |
| 15 | HV | Ye Lin Htet                   | 18 tháng 7, 1999 (25 tuổi)  | 1    | 0   | Yangon United       |
| 16 | TĐ | Aung Kaung Mann               | 18 tháng 2, 1998 (26 tuổi)  | 30   | 2   | Kelantan Darul Naim |
| 17 | HV | Thiha Htet Aung               | 13 tháng 3, 1996 (28 tuổi)  | 19   | 0   | Dagon Star United   |
| 18 | TM | Pyae Phyo Thu                 | 20 tháng 10, 2002 (22 tuổi) | 7    | 0   | Shan United         |
| 19 | TV | Oakkar Naing                  | 8 tháng 11, 2003 (21 tuổi)  | 5    | 0   | Yangon United       |
| 20 | HV | Thu Rein Soe                  | 4 tháng 9, 1998 (26 tuổi)   | 0    | 0   | Yangon United       |
| 21 | TV | Ye Yint Aung                  | 22 tháng 3, 2000 (24 tuổi)  | 8    | 1   | Shan United         |
| 22 | TV | Zaw Win Thein                 | 1 tháng 3, 2003 (21 tuổi)   | 15   | 0   | Yangon United       |
| 23 | TM | Zin Nyi Nyi Aung              | 6 tháng 6, 2000 (24 tuổi)   | 0    | 0   | Dagon Star United   |
| 24 | HV | Lat Wai Phone                 | 4 tháng 5, 2005 (19 tuổi)   | 2    | 0   | Hantharwady United  |
| 25 | HV | Aung Wunna Soe                | 19 tháng 4, 2000 (24 tuổi)  | 3    | 0   | Shan United         |
| 26 | TĐ | Yan Kyaw Htwe                 | 13 tháng 10, 1995 (29 tuổi) | 1    | 0   | Yangon United       |

### Indonesia
Indonesia đã công bố danh sách sơ bộ 31 cầu thủ vào ngày 25 tháng 11 năm 2024.Đội hình đã giảm xuống còn 30 cầu thủ vào ngày 29 tháng 11, sau khi Dzaky Asraf, Made Tito và Arsa Ahmad rút lui vì chấn thương. Ngày hôm sau, Justin Hubner và Ivar Jenner đã rút khỏi đội hình do câu lạc bộ từ chối thả họ ra, khiến danh sách cầu thủ giảm xuống còn 28 người.. Vào ngày 2 tháng 12 Alfan Suaib đã bị loại khỏi đội hình, khiến danh sách xuống còn 27 cầu thủ . Vào ngày 4 tháng 12, Ikram Algiffari, Ananda Raehan và Armando Oropa đã bị loại khỏi đội. Đội hình cuối cùng được công bố vào ngày 6 tháng 12, bao gồm 24 cầu thủ thay vì 26 cầu thủ được phép.
Huấn luyện viên trưởng:  Shin Tae-yong
| Số | VT | Cầu thủ                        | Ngày sinh (tuổi)            | Trận | Bàn | Câu lạc bộ         |
| -- | -- | ------------------------------ | --------------------------- | ---- | --- | ------------------ |
| 1  | TM | Cahya Supriadi                 | 11 tháng 2, 2003 (21 tuổi)  | 0    | 0   | Bekasi City        |
| 2  | TV | Alfriyanto Nico                | 3 tháng 4, 2003 (21 tuổi)   | 0    | 0   | Dewa United        |
| 3  | HV | Sulthan Zaky                   | 23 tháng 3, 2006 (18 tuổi)  | 0    | 0   | PSM Makassar       |
| 4  | HV | Kadek Arel                     | 4 tháng 4, 2005 (19 tuổi)   | 0    | 0   | Bali United        |
| 5  | HV | Kakang Rudianto                | 2 tháng 2, 2003 (21 tuổi)   | 0    | 0   | Persib Bandung     |
| 7  | TV | Marselino Ferdinan             | 9 tháng 9, 2004 (20 tuổi)   | 32   | 5   | Oxford United      |
| 8  | TV | Arkhan Fikri                   | 28 tháng 12, 2004 (19 tuổi) | 4    | 0   | Arema              |
| 9  | TĐ | Hokky Caraka                   | 21 tháng 8, 2004 (20 tuổi)  | 7    | 2   | PSS Sleman         |
| 10 | TĐ | Rafael Struick                 | 27 tháng 3, 2003 (21 tuổi)  | 21   | 1   | Brisbane Roar      |
| 11 | TĐ | Ronaldo Kwateh                 | 19 tháng 10, 2004 (20 tuổi) | 2    | 0   | Muangthong United  |
| 12 | HV | Pratama Arhan                  | 21 tháng 12, 2001 (22 tuổi) | 50   | 3   | Suwon FC           |
| 13 | HV | Muhammad Ferarri               | 21 tháng 6, 2003 (21 tuổi)  | 4    | 0   | Persija Jakarta    |
| 14 | HV | Asnawi Mangkualam (Đội trưởng) | 4 tháng 10, 1999 (25 tuổi)  | 46   | 2   | Port               |
| 15 | TV | Rayhan Hannan                  | 2 tháng 4, 2004 (20 tuổi)   | 0    | 0   | Persija Jakarta    |
| 16 | HV | Dony Tri Pamungkas             | 11 tháng 1, 2005 (19 tuổi)  | 0    | 0   | Persija Jakarta    |
| 17 | TV | Zanadin Fariz                  | 31 tháng 5, 2004 (20 tuổi)  | 0    | 0   | Persis Solo        |
| 18 | TĐ | Victor Dethan                  | 11 tháng 7, 2004 (20 tuổi)  | 0    | 0   | PSM Makassar       |
| 19 | HV | Achmad Maulana                 | 24 tháng 4, 2003 (21 tuổi)  | 0    | 0   | Arema              |
| 20 | TĐ | Arkhan Kaka                    | 2 tháng 9, 2007 (17 tuổi)   | 0    | 0   | Persis Solo        |
| 21 | TV | Rivaldo Pakpahan               | 20 tháng 1, 2003 (21 tuổi)  | 0    | 0   | Borneo Samarinda   |
| 22 | TM | Daffa Fasya                    | 7 tháng 5, 2004 (20 tuổi)   | 0    | 0   | Borneo Samarinda   |
| 24 | TV | Robi Darwis                    | 22 tháng 8, 2003 (21 tuổi)  | 0    | 0   | Persib Bandung     |
| 25 | HV | Mikael Tata                    | 10 tháng 5, 2004 (20 tuổi)  | 0    | 0   | Persebaya Surabaya |
| 26 | TM | Erlangga Setyo                 | 16 tháng 4, 2003 (21 tuổi)  | 0    | 0   | PSPS Pekanbaru     |

### Philippines
Philippines đã công bố danh sách 26 cầu thủ chính thức vào ngày 6 tháng 12 năm 2024. Một số cầu thủ ban đầu được triệu tập đã không bị câu lạc bộ của họ giải phóng hợp đồng, bao gồm Jefferson Tabinas, Jesse Curran, Kevin Ray Mendoza và John-Patrick Strauß.
Huấn luyện viên trưởng:  Albert Capellas
| Số | VT | Cầu thủ                      | Ngày sinh (tuổi)            | Trận | Bàn | Câu lạc bộ                      |
| -- | -- | ---------------------------- | --------------------------- | ---- | --- | ------------------------------- |
| 1  | TM | Patrick Deyto                | 15 tháng 2, 1990 (34 tuổi)  | 18   | 0   | Kaya–Iloilo                     |
| 2  | HV | Adrian Ugelvik               | 21 tháng 9, 2001 (23 tuổi)  | 2    | 0   | Levanger                        |
| 3  | HV | Paul Tabinas                 | 5 tháng 7, 2002 (22 tuổi)   | 10   | 0   | Vukovar 1991                    |
| 4  | HV | Kike Linares                 | 12 tháng 7, 1999 (25 tuổi)  | 6    | 0   | Lamphun Warriors                |
| 5  | TV | Scott Woods                  | 7 tháng 5, 2000 (24 tuổi)   | 7    | 0   | Muangthong United               |
| 6  | TV | Sandro Reyes                 | 29 tháng 3, 2003 (21 tuổi)  | 17   | 1   | FC Gütersloh                    |
| 7  | TV | Pocholo Bugas                | 3 tháng 12, 2001 (23 tuổi)  | 11   | 0   | Angkor Tiger                    |
| 8  | TV | Michael Baldisimo            | 13 tháng 4, 2000 (24 tuổi)  | 6    | 0   | San Jose Earthquakes            |
| 9  | TĐ | Jarvey Gayoso                | 11 tháng 2, 1997 (27 tuổi)  | 21   | 2   | Phnom Penh Crown                |
| 10 | TĐ | Bjørn Martin Kristensen      | 4 tháng 5, 2002 (22 tuổi)   | 5    | 2   | Aalesund                        |
| 11 | TĐ | Uriel Dalapo                 | 8 tháng 8, 2004 (20 tuổi)   | 1    | 0   | Davao Aguilas                   |
| 12 | HV | Amani Aguinaldo (Đội trưởng) | 24 tháng 4, 1995 (29 tuổi)  | 63   | 0   | Rayong                          |
| 13 | TĐ | Alex Monis                   | 20 tháng 3, 2003 (21 tuổi)  | 7    | 0   | New England Revolution II       |
| 14 | TĐ | Dov Cariño                   | 18 tháng 12, 2003 (20 tuổi) | 0    | 0   | Ateneo de Manila University     |
| 15 | TM | Nicholas Guimarães           | 9 tháng 8, 2006 (18 tuổi)   | 0    | 0   | Ichiritsu Funabashi High School |
| 16 | TM | Quincy Kammeraad             | 1 tháng 2, 2001 (23 tuổi)   | 0    | 0   | One Taguig                      |
| 17 | TV | Zico Bailey                  | 27 tháng 8, 2000 (24 tuổi)  | 4    | 1   | New Mexico United               |
| 18 | TĐ | Patrick Reichelt             | 5 tháng 6, 1988 (36 tuổi)   | 90   | 16  | Kuala Lumpur City               |
| 19 | TV | Oskari Kekkonen              | 24 tháng 9, 1999 (25 tuổi)  | 10   | 0   | Lamphun Warriors                |
| 20 | HV | Michael Kempter              | 12 tháng 1, 1995 (29 tuổi)  | 5    | 0   | Grasshopper                     |
| 21 | HV | Santiago Rublico             | 18 tháng 8, 2005 (19 tuổi)  | 12   | 0   | Collado Villalba                |
| 22 | TM | Florencio Badelic            | 22 tháng 5, 1994 (30 tuổi)  | 0    | 0   | Dynamic Herb Cebu               |
| 23 | HV | Christian Rontini            | 20 tháng 7, 1999 (25 tuổi)  | 16   | 1   | Madura United                   |
| 24 | TV | Javier Mariona               | 17 tháng 10, 2004 (20 tuổi) | 0    | 0   | Central Valley Fuego            |
| 25 | HV | Joshua Meriño                | 11 tháng 2, 2005 (19 tuổi)  | 0    | 0   | PFF Developmental Team          |
| 26 | TĐ | Leo Maquiling                | 26 tháng 10, 2000 (24 tuổi) | 0    | 0   | Ateneo de Manila University     |

### Việt Nam
Huấn luyện viên trưởng:  Kim Sang-sik
Việt Nam đã công bố danh sách sơ bộ 30 cầu thủ vào ngày 18 tháng 11 năm 2024 cho chuyến tập huấn tại Hàn Quốc để chuẩn bị cho giải đấu.Vào ngày 3 tháng 12, Nguyễn Văn Vĩ, Nguyễn Văn Toàn và Nguyễn Xuân Son được bổ sung vào đội. Đội hình cuối cùng được công bố vào ngày 5 tháng 12.
| Số | VT | Cầu thủ                    | Ngày sinh (tuổi)            | Trận | Bàn | Câu lạc bộ         |
| -- | -- | -------------------------- | --------------------------- | ---- | --- | ------------------ |
| 1  | TM | Nguyễn Filip               | 14 tháng 9, 1992 (32 tuổi)  | 9    | 0   | Công an Hà Nội     |
| 2  | HV | Đỗ Duy Mạnh (đội trưởng)   | 29 tháng 9, 1996 (28 tuổi)  | 58   | 1   | Hà Nội             |
| 3  | HV | Nguyễn Văn Vĩ              | 12 tháng 2, 1998            | 1    | 0   | Thép Xanh Nam Định |
| 4  | HV | Bùi Tiến Dũng              | 2 tháng 10, 1995 (29 tuổi)  | 50   | 1   | Thể Công – Viettel |
| 5  | HV | Trương Tiến Anh            | 25 tháng 4, 1999 (25 tuổi)  | 8    | 1   | Thể Công – Viettel |
| 6  | HV | Nguyễn Thanh Bình          | 2 tháng 11, 2000 (24 tuổi)  | 24   | 1   | Thể Công – Viettel |
| 7  | HV | Phạm Xuân Mạnh             | 27 tháng 3, 1996 (28 tuổi)  | 14   | 0   | Hà Nội             |
| 8  | TV | Châu Ngọc Quang            | 1 tháng 2, 1996 (28 tuổi)   | 6    | 1   | Hoàng Anh Gia Lai  |
| 9  | TĐ | Nguyễn Văn Toàn            | 12 tháng 4, 1996            | 64   | 7   | Thép Xanh Nam Định |
| 10 | TĐ | Phạm Tuấn Hải              | 19 tháng 5, 1998 (26 tuổi)  | 31   | 7   | Hà Nội             |
| 11 | TV | Lê Phạm Thành Long         | 5 tháng 6, 1996 (28 tuổi)   | 7    | 0   | Công an Hà Nội     |
| 12 | TĐ | Nguyễn Xuân Son            | 30 tháng 3, 1997            | 0    | 0   | Thép Xanh Nam Định |
| 13 | HV | Hồ Tấn Tài                 | 6 tháng 11, 1997 (27 tuổi)  | 26   | 4   | Becamex Bình Dương |
| 14 | TV | Nguyễn Hoàng Đức           | 11 tháng 1, 1998 (26 tuổi)  | 39   | 2   | Phù Đổng Ninh Bình |
| 15 | TĐ | Bùi Vĩ Hào                 | 24 tháng 2, 2003 (21 tuổi)  | 5    | 1   | Becamex Bình Dương |
| 16 | HV | Nguyễn Thành Chung         | 8 tháng 9, 1997 (27 tuổi)   | 24   | 0   | Hà Nội             |
| 17 | HV | Vũ Văn Thanh               | 14 tháng 4, 1996 (28 tuổi)  | 52   | 5   | Công an Hà Nội     |
| 18 | TĐ | Đinh Thanh Bình            | 19 tháng 3, 1998 (26 tuổi)  | 6    | 0   | Phù Đổng Ninh Bình |
| 19 | TV | Nguyễn Quang Hải (đội phó) | 12 tháng 4, 1997 (27 tuổi)  | 65   | 11  | Công an Hà Nội     |
| 20 | HV | Bùi Hoàng Việt Anh         | 1 tháng 1, 1999 (25 tuổi)   | 22   | 1   | Công an Hà Nội     |
| 21 | TM | Nguyễn Đình Triệu          | 4 tháng 11, 1991 (33 tuổi)  | 2    | 0   | Hải Phòng          |
| 22 | TĐ | Nguyễn Tiến Linh           | 20 tháng 10, 1997 (27 tuổi) | 50   | 21  | Becamex Bình Dương |
| 23 | TM | Trần Trung Kiên            | 9 tháng 2, 2003 (21 tuổi)   | 0    | 0   | Hoàng Anh Gia Lai  |
| 24 | TV | Nguyễn Hai Long            | 27 tháng 8, 2000 (24 tuổi)  | 3    | 0   | Hà Nội             |
| 25 | TV | Doãn Ngọc Tân              | 15 tháng 8, 1994 (30 tuổi)  | 0    | 0   | Đông Á Thanh Hóa   |
| 26 | TV | Khuất Văn Khang            | 11 tháng 5, 2003 (21 tuổi)  | 16   | 1   | Thể Công – Viettel |

## Thống kê
Lưu ý: Chỉ có danh sách đội hình cuối cùng của mỗi đội tuyển quốc gia mới được xem xét.

### Đại diện theo độ tuổi

#### Cầu thủ ngoài sân
- Cầu thủ lớn tuổi nhất:  Patrick Reichelt (36 năm, 156 ngày)
- Cầu thủ trẻ tuổi nhất:  Arkhan Kaka (17 năm, 97 ngày)

#### Thủ môn
- Thủ môn lớn tuổi nhất:  Patrick Deyto (34 năm, 297 ngày)
- Thủ môn trẻ tuổi nhất:  Nicholas Guimarães (18 năm, 121 ngày)

#### Đội trưởng
- Đội trưởng lớn tuổi nhất:  Hariss Harun (34 năm, 19 ngày)
- Đội trưởng trẻ tuổi nhất:  Gali Freitas (19 năm, 343 ngày)

#### Huấn luyện viên
- Huấn luyện viên lớn tuổi nhất:  Tsutomu Ogura ( Singapore) (61 năm, 143 ngày)
- Huấn luyện viên trẻ tuổi nhất::  Pau Martí ( Malaysia) (41 năm, 70 ngày)

### Cầu thủ đại diện theo liên đoàn các châu lục
| Liên đoàn | Cầu thủ | Tỷ lệ phần trăm |
| --------- | ------- | --------------- |
| AFC       | 243     | 94.19%          |
| UEFA      | 10      | 3.88%           |
| CONCACAF  | 4       | 1.94%           |

### Cầu thủ đại diện theo hệ thống giải đấu
Quốc gia được in đậm là quốc gia có đại diện tham gia giải đấu.
| Quốc gia    | Người chơi | Tỷ lệ phần trăm | Bên ngoài quốc gia đội hình | Người chơi cấp thấp hơn |
| ----------- | ---------- | --------------- | --------------------------- | ----------------------- |
| Campuchia   | 34         | 13.18%          | 8                           | 0                       |
| Thái Lan    | 32         | 12.40%          | 11                          | 2                       |
| Việt Nam    | 27         | 10.47%          | 1                           | 2                       |
| Malaysia    | 26         | 10.08%          | 3                           | 4                       |
| Singapore   | 26         | 10.08%          | 1                           | 0                       |
| Lào         | 24         | 9.30%           | 0                           | 0                       |
| Indonesia   | 21         | 8.14%           | 2                           | 2                       |
| Myanmar     | 20         | 7.75%           | 0                           | 0                       |
| Đông Timor  | 14         | 5.43%           | 0                           | 0                       |
| Philippines | 7          | 2.71%           | 0                           | 2                       |
| Nhật Bản    | 5          | 1.94%           | 5                           | 3                       |
| Hoa Kỳ      | 4          | 1.55%           | 4                           | 3                       |
| Úc          | 3          | 1.16%           | 3                           | 2                       |
| Na Uy       | 2          | 0.78%           | 2                           | 2                       |
| Hàn Quốc    | 2          | 0.78%           | 2                           | 1                       |
| Bỉ          | 1          | 0.39%           | 1                           | 0                       |
| Bhutan      | 1          | 0.39%           | 1                           | 0                       |
| Brunei      | 1          | 0.39%           | 1                           | 0                       |
| Croatia     | 1          | 0.39%           | 1                           | 1                       |
| Đan Mạch    | 1          | 0.39%           | 1                           | 1                       |
| Anh         | 1          | 0.39%           | 1                           | 1                       |
| Đức         | 1          | 0.39%           | 1                           | 1                       |
| Bắc Ireland | 1          | 0.39%           | 1                           | 1                       |
| Tây Ban Nha | 1          | 0.39%           | 1                           | 1                       |
| Thụy Sĩ     | 1          | 0.39%           | 1                           | 0                       |
| Tự do       | 1          | 0.39%           | –                           | –                       |
| Total       | 258        | 100%            | 52 (20.16%)                 | 29 (11.24%)             |

### Độ tuổi trung bình của các đội tuyển quốc gia
| Độ tuổi trung bình | Đội tuyển quốc gia |
| ------------------ | ------------------ |
| 28.2               | Singapore          |
| 27.1               | Việt Nam           |
| 26.1               | Thái Lan           |
| 25.7               | Myanmar            |
| 25.6               | Malaysia           |
| 25.1               | Campuchia          |
| 23.7               | Philippines        |
| 22.5               | Lào                |
| 22.4               | Đông Timor         |
| 20.3               | Indonesia          |

### Đại diện huấn luyện viên theo quốc gia
Các huấn luyện viên được in đậm đại diện cho quốc gia của họ.
| Number | Country     | Coaches                                                                        |
| ------ | ----------- | ------------------------------------------------------------------------------ |
| 3      | Nhật Bản    | Koji Gyotoku (Campuchia), Masatada Ishii (Thái Lan), Tsutomu Ogura (Singapore) |
| 3      | Hàn Quốc    | Ha Hyeok-jun (Lào), Kim Sang-sik (Việt Nam), Shin Tae-yong (Indonesia)         |
| 2      | Tây Ban Nha | Albert Capellas (Philippines), Pau Martí (Malaysia)                            |
| 1      | Chile       | Simón Elissetche (Đông Timor)                                                  |
| 1      | Myanmar     | Myo Hlaing Win (Myanmar)                                                       |